# Promeca
Promeca is een geslacht van rechtvleugeligen uit de familie sabelsprinkhanen (Tettigoniidae). De wetenschappelijke naam van dit geslacht is voor het eerst geldig gepubliceerd in 1895 door Brunner von Wattenwyl.

## Soorten
Het geslacht Promeca omvat de volgende soorten:
- Promeca borneana Beier, 1954
- Promeca brachyptera Beier, 1954
- Promeca fuscescens Haan, 1842
- Promeca nobilis Beier, 1954
- Promeca ornata Beier, 1954
- Promeca perakana Beier, 1954
- Promeca pulcherrima de Jong, 1939
- Promeca quadripunctata Brunner von Wattenwyl, 1895
- Promeca sumatrana Beier, 1954